# Kvarteret Mercurius

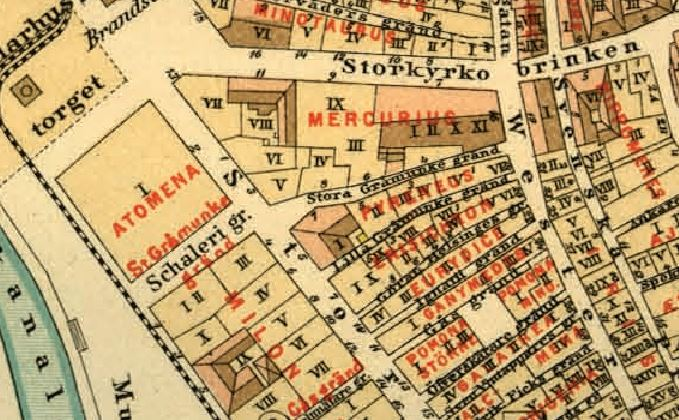
A.R. Lundgrens karta från 1885 med kvarteret Mercurius som då bestod av tio fastigheter.

Kvarteret Mercurius är ett kvarter i Gamla stan i Stockholm. Kvarteret omges av Storkyrkobrinken i norr, Stora Nygatan och Riddarhustorget i väster, Västerlånggatan i öster och Stora Gråmunkegränd i söder. Kvarteret består av en fastighet: Mercurius 12, vars östra del med bland annat Stora Nygatan 1 är sedan 1935 lagskyddad som byggnadsminne. I hörnet Västerlånggatan / Storkyrkobrinken ligger Apoteket Korpen som är en av Stockholms äldsta apotek och Gamla stans enda kvarvarande.

## Namnet

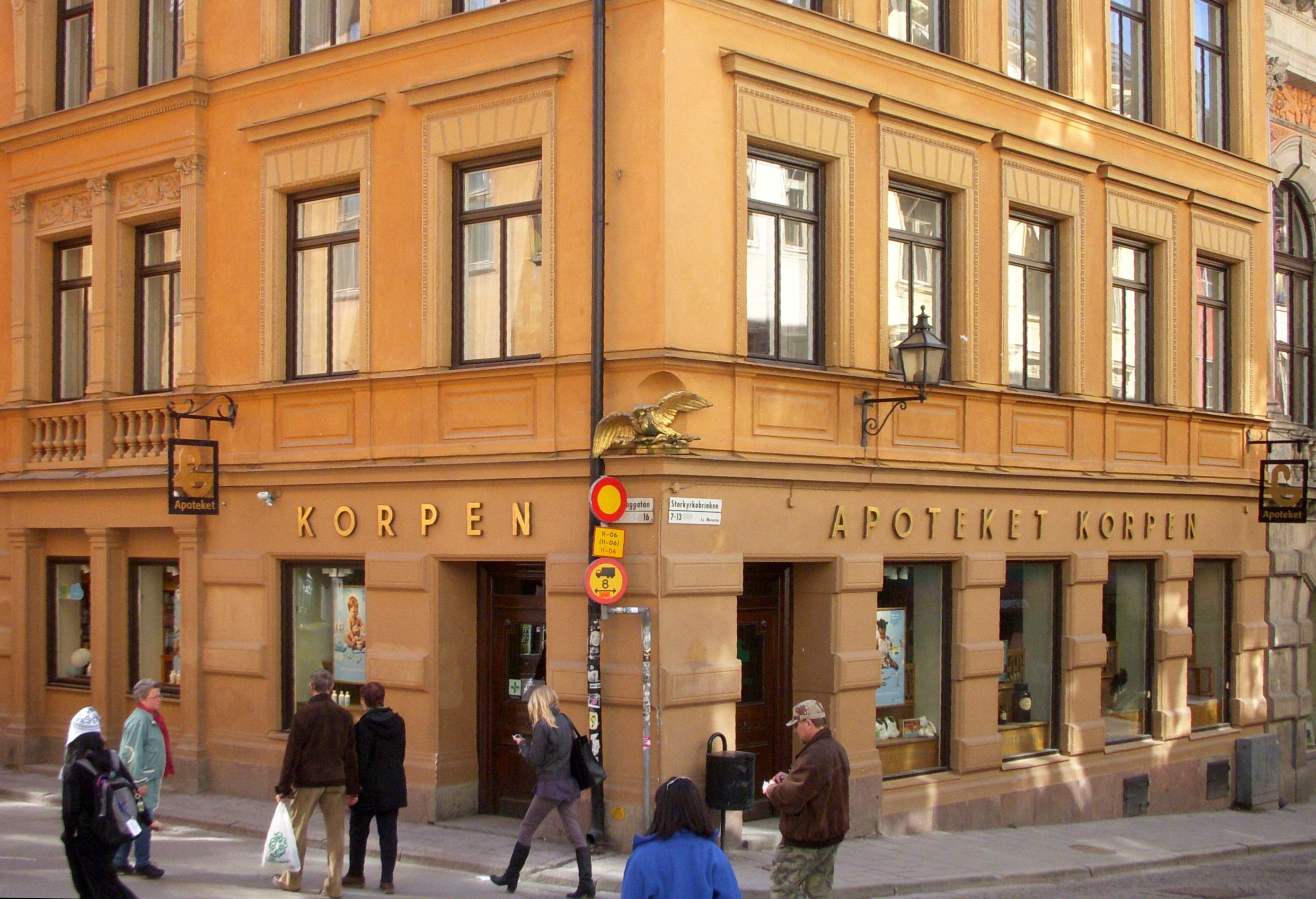
Apoteket Korpen vid Västerlånggatan 16.

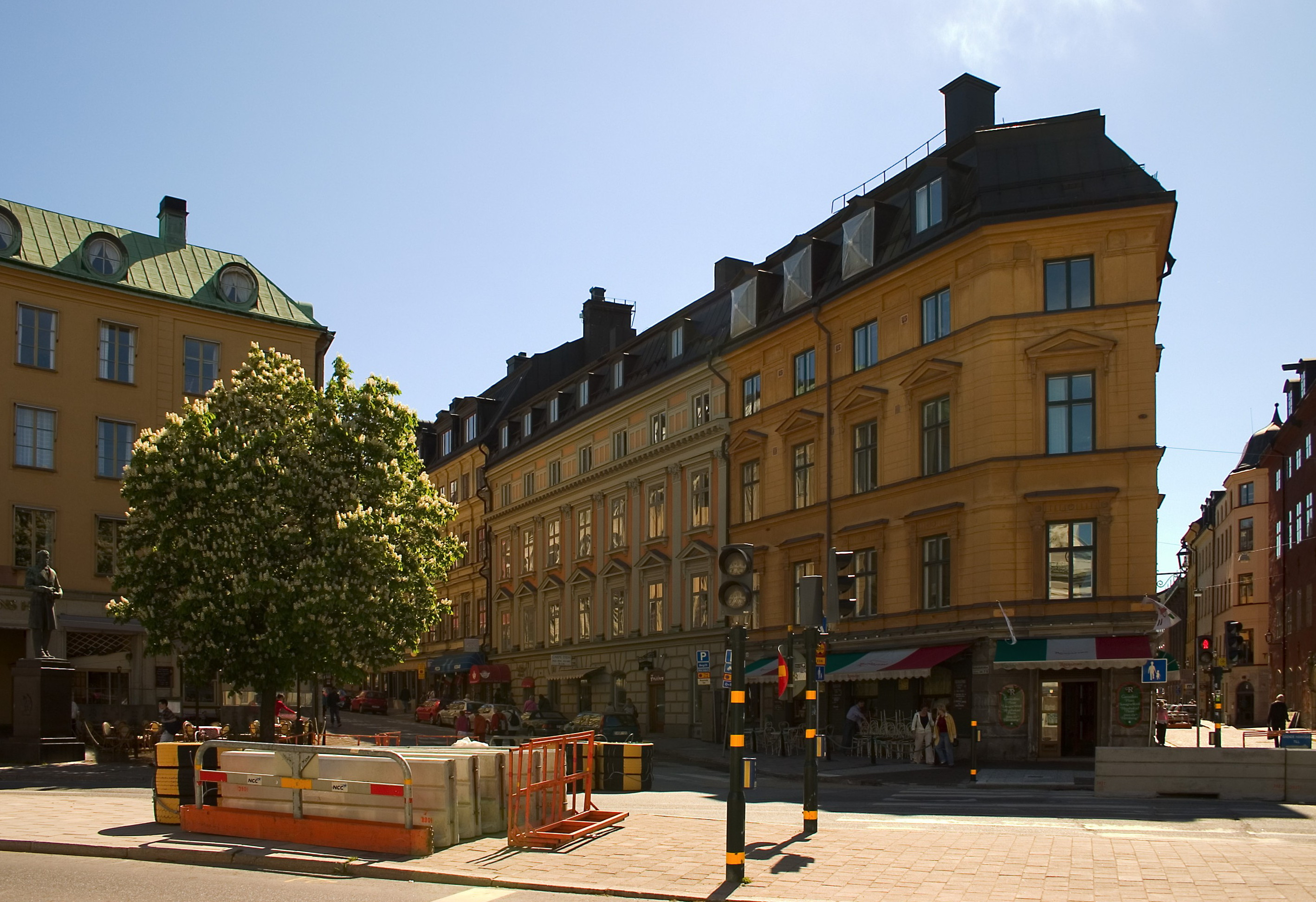
Mercurius med Stora Nygatan 1.

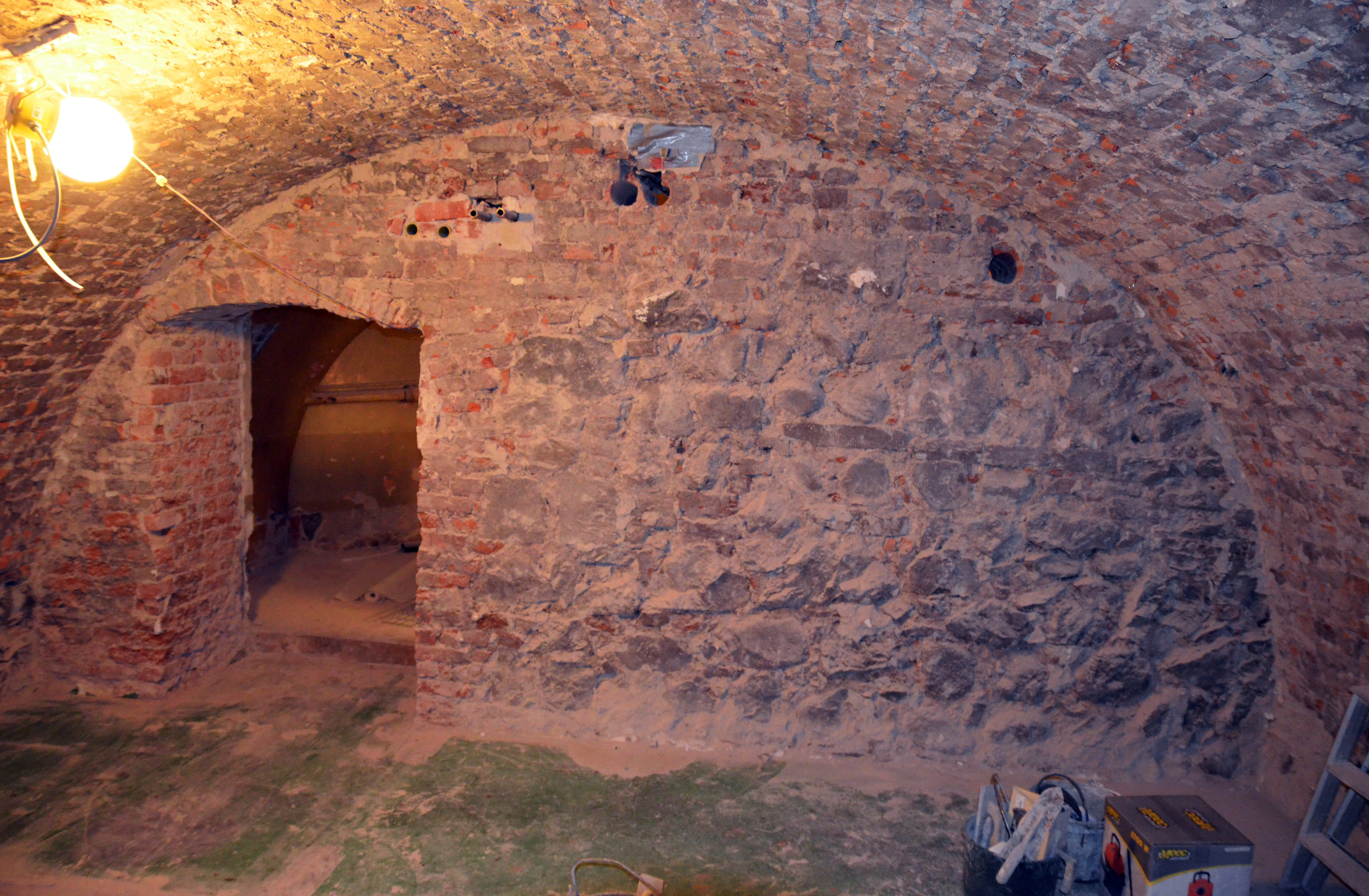
1600-tals källarvalv, Storkyrkobrinken 13.

Nästan samtliga kvartersnamn i Gamla stan tillkom under 1600-talets senare del och är uppkallade efter begrepp (främst gudar) ur den grekiska och romerska mytologin. ”Mercurius” var i den romerska mytologin handelns och köpmännens gud.

## Kvarteret
Kvarteret har en nästan triangulär form med sin smalaste del mot Västerlånggatan. Husen uppfördes ursprungligen för högreståndspersoner. Vid Västerlånggatan 16 ligger sedan 1948 det anrika Apoteket Korpen som tidigare låg i kvarteret Aesculapius. 
I Stora Nygatan nummer 1 (dåvarande 6), det så kallade Hultgrenska huset, fann Axel von Fersen sin sista fristad, innan han på sommaren 1810 brutalt misshandlades till döds av en uppretad folkmassa utanför Bondeska palatset (se även Fersenska mordet). Nuvarande byggnad uppfördes i slutet av 1800-talet.
Byggnaden med adress Storkyrkobrinken 7 uppfördes 1873-1876 av Skandinaviska Kreditaktiebolaget efter ritningar av arkitekt Ernst Jacobsson. I den gamla bankhallen har numera Riksdagsbiblioteket sina lokaler. I Storkyrkobrinken 9 låg mellan 1922 och 2011 den kända restaurangen Cattelin som startades av den fransk-belgiske kocken Jules Claude Cattelin. I huset Storkyrkobrinken nr 9 antas murarna finnas kvar efter ett palats från 1600-talets mitt. Huset om- och tillbyggdes 1770.

## Fastighetsägaren
Byggnaderna i Mercurius 12 består av nio olika hus med två innergårdar, byggda respektive ombyggda under 1600- till 1800-talen. De ägs och förvaltas idag av Riksdagsförvaltningen och används som förvaltningens kontor och i gatuplanen finns lokaler för handel och restauranger. I samband med att Riksdagsförvaltningen år 2010 övertog hela kvarteret utfördes en del renoveringar och några arkeologiska utgrävningar.